# Ärliga blå ögon
Ärliga blå ögon är en svensk TV-serie i sex avsnitt från 1977 producerad av Göran Lindström, med manus och regi av Leif Krantz. Serien hade premiär på SVT:s TV1 den 9 april 1977, och gick i repris på SVT våren 1990. Anna Godenius spelade huvudrollen som svindlaren, och bland övriga roller återfinns bland andra Stig Ossian Ericsson, som kommissarie Simonsson.
Ärliga blå ögon var Krantz första TV-serie för en vuxen publik efter Modiga mindre män, Kullamannen och Kråkguldet för en barn- och ungdomspublik. Vinjetten gjordes av Hans Arnold och var inspirerad av James Bond. Signaturmelodin skrevs av Bernt Egerbladh och sjöngs av James Hollingworth (känd från Djurens brevlåda).
Serien är en av titlarna i boken Tusen svenska klassiker (2009).

## Handling
Man får följa den kvinnliga svindlaren som tack vare sina ärliga blå ögon och att hon byter skepnad lika smidigt som en kameleont lyckas lura sin omgivning för att stjäla pengar. Hon har en förkärlek för män som själva tillskansar sig pengar på ljusskygga sätt. Hon använder flera olika namn, och har sitt tillhåll i Uppsala, där hon gömmer pengarna i en gammal kakelugn. Men kommissarie Simonsson kommer henne på spåret och även de hon lurat tar upp jakten på henne.

## Rollista
- Anna Godenius – svindlaren
- Tomas Pontén – Kent, styrman
- Lars Hansson – Caj Larsson
- Jan Jönson – Einar Jonasson, kandidaten
- Isa Quensel – fru Nardin
- Jannik Bonnevie – Ka, flygvärdinna
- Stig Ossian Ericson – kommissarie Simonsson
- Willie Andréason – polisassistenten
- Gösta Bredefeldt – Walter Frisk, fotograf
- Gunnar Schyman – Berntsson
- Börje Mellvig – Monsieur Leroux
- Fredrik Ohlsson – konsthandlaren
- Lars Green – Douglas Lorenzon, skeppsredare
- Berta Hall – Emma Lorenzon
- Birger Åsander – Vilhelm Lorenzon
- Christel Körner – Pia, Douglas fru
- John Harryson – hotellportiern
- Bertil Norström – K-H Stockberg, landstingsråd
- Ted Åström – Svante, kändis
- Gunnar Hellström – Lysander, bordellinnehavare
- Rolf Larsson – Lysanders hantlangare
- Stig Engström – hallicken
- Peter Harryson – konststuderande
- Marianne Aminoff – expediten
- Peter Lindgren – Oscarsson
- Ingvar Kjellson – Aristoteles Smith, bedragare
- Gun Robertson – fru Falk, Smiths assistent
- Jan Nygren – lägenhetsuthyraren
- Jan-Olof Rydqvist – man på tåg, prästen
- Steve Broodie – amerikanen
- Lars Lind – fastighetsmäklaren
- Claude Stephenson – Clive Mulligan
- Gudmar Wivesson – resebyråmannen
- Hans Sundberg – herr Bobin
- Gunnel Wadner – fru Bobin
- Björn Strand – en polisman